# Autocontrol (banda)
Autocontrol es una banda peruanoestadounidense de new wave formada en 1986 en Lima por dos músicos peruanos, Jorge Baglietto en voz y Arturo Barrientos en guitarra.  El primer disco de la banda lanzado en 1987 por la CBS los hizo traspasar todas las fronteras siendo su disco relanzado en México y luego participó en unos premios invitados por Coca-Cola y la CBS de Colombia, donde grabarían la miniserie de TV titulada «Por tu amor». Es considerada como uno de los exponentes del rock peruano. Entre sus temas más destacados están «Por tu amor», «Fantasy», «Y no estás», «Una noche más», América ven a mí» entre otras.

## Historia
A fines de la década de los 70 Jorge Baglietto era cantante de baladas, había participado en el Festival de Ancón 1978, Trampolín a la fama y grabado varios LPs.
Posteriormente en 1981 viajaría por motivos de trabajo a Nueva York y conocería a Arturo Barrientos quien venía del Conservatorio Nacional de Música en Lima, quien luego de escuchar a Jorge Baglietto lo invitaría a formar parte de un nuevo proyecto que el iniciaba; y ya para 1986 el grupo estaba integrado por los dos peruanos y los norteamericanos David Ray en teclado, John Cleveland Hughes en bajo, Michael Anthony en saxo y Doug Conroy en batería.
Es así, como su estilo musical con influencias del rock norteamericano tomaría su forma definitiva, y lanzarían en mayo de 1987 el disco de 45 r. p. m. por CBS Discos del Perú que contenía los temas América ven a mí y Dímelo y a la vez se grabó el videoclip de América ven a mí en EE. UU.
Para octubre lanzaron el LP titulado Sueños, y tras ello el viajó a Lima para grabar el videoclip del tema Por tu amor.
La melódica y romántica Fantasy sería la elegida para el segundo videoclip grabado en la capital de Perú. Fue reconocida como la canción del año por Radio América. En febrero de 1988 participan junto a otras destacadas bandas como Rio y Trama del evento Rock in Concert organizado por Radio Studio 92, Canal 9 y Pepsi Music realizado en el estadio municipal de San Isidro.  A inicios de 1989 la banda lanza su disco en México a través de la disquera Melody de Televisa realizando unas giras por el Distrito Federal de México, Guadalajara y Monterrey. A fines de 1989 son invitados por Coca Cola y CBS de Colombia para los Premios Rock y Pop en español iniciando una gira y donde se usó el tema Por tu amor para dar base a la miniserie del mismo nombre donde los integrantes participaron. En 1990 se presentan en los Premios ACE de Nueva York.
Posteriormente la banda realiza un concierto de despedida en la ciudad de Passaic, Nueva Jersey en mayo de ese año; ya que la disquera no quiso lanzar el disco en Estados Unidos con el pretexto de que el rock en español no tenía cabida en ese país.
Por su parte tras la despedida del grupo, Jorge Baglietto lanza su disco titulado Remembranzas editado en 1995 por Forastero Records, mientras que Arturo Barrientos se dedicó a producir para bandas nuevas en el Perú.
Tras un largo receso, para 1998 Arturo y Jorge deciden retomar la carrera del grupo y para el año 2001 presentan su segundo disco Y no estás  en el Hard Rock Café de Lima (ubicado aquella vez en Larcomar), bajo el sello Sony Music, y para el catálogo de Universal. Este incluía algunas versiones nuevas de su primer disco como también temas nuevas donde el grupo incursionaba en el rock experimental y electro rock pero conservando la esencia que los caracterizó. Se presentaron en el Watcha Tour en 2000 y 2001. 
En noviembre del 2011 la banda realiza un par de conciertos de reencuentro con su público, el primero el 11 de ese mes en la discoteca Vocé en el distrito de Lince donde también estuvieron como invitados otros grupos peruanos de rock de los 80s como JAS y Dudó; y el siguiente en el Club Kiskas de Chosica. En 2012 realizaron conciertos en Lima, Huancayo y participando en la Teletón Perú.

## Discografía

### Álbumes de estudio
- Sueños (1987)
- Y no estás (1992)